# 레바논의 코로나19 범유행
다음은 레바논의 코로나19 범유행 현황에 대한 설명이다.

## 배경
세계보건기구(WHO)는 12일 2019년 12월 31일 처음 WHO의 주목을 받았던 중화인민공화국 후베이성 우한시의 한 집단에서 신종 코로나바이러스가 호흡기 질환의 원인임을 확인했다. 이 군단은 처음에 우한화난수산물도매시장과 연결되어 있었다. 그러나 실험실 확정 결과가 나온 그 첫 사례들 중 일부는 시장과 연관성이 없었고, 전염병의 근원은 알려져 있지 않다.
2003년 사스와 달리 COVID-19의 경우 치명률은 훨씬 낮았지만, 총 사망자 수가 상당할 정도로 감염 경로는 훨씬 더 컸다. COVID-19는 전형적으로 약 7일 정도의 독감과 유사한 증상을 보이며, 그 후 일부 사람들은 병원에 입원해야 하는 바이러스성 폐렴의 증상으로 발전한다. 3월 19일부터 COVID-19는 더 이상 "높은 결과 감염병"으로 분류되지 않았다.

## 정치화
코로나바이러스 환자를 소개하는 첫 비행이 코로나바이러스에 시달리는 이란 곰에서 출발한 것이었기 때문에 일부 레바논 시민들과 언론은 이 문제에 대해 침묵하고 필요한 조치를 취하지 않은 이란과 헤즈볼라에게 비난을 퍼부었다. 일부 요원들은 이란에 바이러스를 들여온 것을 비난했다. 그 후, 마날 압둘사마드 정보부 장관은 전염병에 정치적 긴장이 개입되지 않도록 경고했다.

## 경제 영향
급여 미지급이 보고되었고, 숨막히는 경제 위기로 인해 레바논의 가난한 사람들은 추가적인 어려움에 대처할 수단이 거의 없거나 아예 없게 되었다.

## 논란
레바논은 발병한 가운데 테스트 키트가 크게 부족한 상황에 직면해 있다. 알자지라는 불법체류자들이 실험에 접근할 수 없다고 보고했다. 시리아 내전의 난민들은 열악한 위생환경과 물이 거의 없는 혼잡한 난민촌에서 생활하고 있다. 대다수는 거주 허가가 부족하고 시험이나 치료를 받을 경우 시리아로 추방될 것을 우려하고 있다.

## 같이 보기
- 팔레스타인의 코로나19 범유행
- 나라별 코로나19 범유행